# Yohan Marmot
Yohan Marmot (Colombes, 22 luglio 1999) è un calciatore francese, della Guyana francese, difensore dello Stockay-Warfusée e della nazionale della Guyana francese.

## Carriera

### Club
Cresciuto nel settore giovanile dell'Ajaccio, ha esordito in prima squadra il 16 novembre 2019, disputando l'incontro di Coppa di Francia perso per 3-1 contro il Saint-Flour.
Nel 2021 viene acquistato dal Bastia-Borgo, formazione militante nella terza divisione francese.

### Nazionale
Il 2 giugno 2022 ha esordito con la nazionale della Guyana francese, giocando l'incontro vinto per 2-0 contro il Guatemala, valido per la CONCACAF Nations League 2022-2023.

## Statistiche

### Presenze e reti nei club
Statistiche aggiornate al 7 giugno 2022.
| Stagione            | Squadra             | Campionato          | Campionato | Campionato | Coppe nazionali | Coppe nazionali | Coppe nazionali | Coppe continentali | Coppe continentali | Coppe continentali | Altre coppe | Altre coppe | Altre coppe | Totale | Totale |
| Stagione            | Squadra             | Comp                | Pres       | Reti       | Comp            | Pres            | Reti            | Comp               | Pres               | Reti               | Comp        | Pres        | Reti        | Pres   | Reti   |
| ------------------- | ------------------- | ------------------- | ---------- | ---------- | --------------- | --------------- | --------------- | ------------------ | ------------------ | ------------------ | ----------- | ----------- | ----------- | ------ | ------ |
| apr.-mag. 2018      | Ajaccio 2           | N3                  | 3          | 0          |                 | -               | -               |                    | -                  | -                  |             | -           | -           | 3      | 0      |
| 2018-2019           | Ajaccio 2           | N3                  | 18         | 0          |                 | -               | -               |                    | -                  | -                  |             | -           | -           | 18     | 0      |
| 2019-2020           | Ajaccio 2           | N3                  | 17         | 0          |                 | -               | -               |                    | -                  | -                  |             | -           | -           | 17     | 0      |
| Totale Ajaccio 2    | Totale Ajaccio 2    | Totale Ajaccio 2    | 38         | 0          |                 | -               | -               |                    | -                  | -                  |             | -           | -           | 38     | 0      |
| nov. 2019           | Ajaccio             | L2                  | 0          | 0          | CF+CdL          | 1+0             | 0               |                    | -                  | -                  |             | -           | -           | 1      | 0      |
| 2020-2021           | Bastia-Borgo        | N                   | 22         | 0          |                 | -               | -               |                    | -                  | -                  |             | -           | -           | 22     | 0      |
| 2021-2022           | Bastia-Borgo        | N                   | 25         | 0          | CF              | 2               | 1               |                    | -                  | -                  |             | -           | -           | 27     | 1      |
| Totale Bastia-Borgo | Totale Bastia-Borgo | Totale Bastia-Borgo | 47         | 0          |                 | 2               | 1               |                    | -                  | -                  |             | -           | -           | 49     | 1      |
| Totale carriera     | Totale carriera     | Totale carriera     | 85         | 0          |                 | 3               | 1               |                    | -                  | -                  |             | -           | -           | 88     | 1      |

### Cronologia presenze e reti in nazionale
| Cronologia completa delle presenze e delle reti in nazionale ― Guyana francese | Cronologia completa delle presenze e delle reti in nazionale ― Guyana francese | Cronologia completa delle presenze e delle reti in nazionale ― Guyana francese | Cronologia completa delle presenze e delle reti in nazionale ― Guyana francese | Cronologia completa delle presenze e delle reti in nazionale ― Guyana francese | Cronologia completa delle presenze e delle reti in nazionale ― Guyana francese | Cronologia completa delle presenze e delle reti in nazionale ― Guyana francese | Cronologia completa delle presenze e delle reti in nazionale ― Guyana francese |
| Data                                                                           | Città                                                                          | In casa                                                                        | Risultato                                                                      | Ospiti                                                                         | Competizione                                                                   | Reti                                                                           | Note                                                                           |
| ------------------------------------------------------------------------------ | ------------------------------------------------------------------------------ | ------------------------------------------------------------------------------ | ------------------------------------------------------------------------------ | ------------------------------------------------------------------------------ | ------------------------------------------------------------------------------ | ------------------------------------------------------------------------------ | ------------------------------------------------------------------------------ |
| 3-6-2022                                                                       | Caienna                                                                        | Guyana francese                                                                | 2 – 0                                                                          | Guatemala                                                                      | CONCACAF Nations League 2022-2023 - Fase a gironi                              | -                                                                              |                                                                                |
| 6-6-2022                                                                       | Santo Domingo                                                                  | Rep. Dominicana                                                                | 2 – 3                                                                          | Guyana francese                                                                | CONCACAF Nations League 2022-2023 - Fase a gironi                              | -                                                                              | 43’                                                                            |
| 10-6-2022                                                                      | Belmopan                                                                       | Belize                                                                         | 1 – 1                                                                          | Guyana francese                                                                | CONCACAF Nations League 2022-2023 - Fase a gironi                              | -                                                                              |                                                                                |
| 14-6-2022                                                                      | Caienna                                                                        | Guyana francese                                                                | 1 – 0                                                                          | Belize                                                                         | CONCACAF Nations League 2022-2023 - Fase a gironi                              | -                                                                              |                                                                                |
| 23-3-2023                                                                      | Remire-Montjoly                                                                | Guyana francese                                                                | 1 – 1                                                                          | Rep. Dominicana                                                                | CONCACAF Nations League 2022-2023 - Fase a gironi                              | -                                                                              |                                                                                |
| 28-3-2023                                                                      | Città del Guatemala                                                            | Guatemala                                                                      | 4 – 0                                                                          | Guyana francese                                                                | CONCACAF Nations League 2022-2023 - Fase a gironi                              | -                                                                              | 7’                                                                             |
| 21-6-2023                                                                      | Fort Lauderdale                                                                | Saint Kitts e Nevis                                                            | 1 – 1 (5 - 3 dtr)                                                              | Guyana francese                                                                | Qual. Gold Cup 2023                                                            | -                                                                              |                                                                                |
| Totale                                                                         |                                                                                | Presenze                                                                       | 7                                                                              |                                                                                | Reti                                                                           | 0                                                                              |                                                                                |